# Mitreola sphaerocarpa
Mitreola sphaerocarpa är en tvåhjärtbladig växtart som först beskrevs av Leenhouts, och fick sitt nu gällande namn av Leenhouts och Leeuwenberg. Mitreola sphaerocarpa ingår i släktet Mitreola och familjen Loganiaceae. Inga underarter finns listade i Catalogue of Life.